# 杉村フサ
杉村 フサ（すぎむら フサ、1929年〈昭和4年〉4月12日 - 2018年〈平成30年〉10月21日）は、日本のアイヌ文化伝承者。同じくアイヌ文化伝承者の杉村キナラブックを母に持ち、母キナラブックから学んだアイヌ語や歌、舞踊などのアイヌ文化の後世への伝承に貢献した。

## 経歴
北海道旭川市の近文地区で誕生した。幼少時に父親と死別して以降、母キナラブックや、近所の人々が話すアイヌ語、ユカㇻ、アイヌの物語を聞いて育った。母からはアイヌの舞踊や刺繍、アイヌの風習も伝えられた。
1973年頃に母が病床に伏したことをきっかけとして、アイヌ語を本格的に学び始めた。アイヌ文化伝承にも、積極的に携わるようになった。
1974年（昭和49年）から2000年（平成12年）にかけて、自宅近隣の旭川龍谷高等学校の郷土部、北海道名寄市の北国博物館のアイヌ料理教室、旭川アイヌ語教室、旭川市生活館事業アイヌ工芸「チタラベ（花ゴザ）編」講習会、旭川市立北光小学校アイヌ民族文化講習会、札幌市博物館であるアイヌ文化の体験講座など、多数の講師を務めた。
旭川龍谷高では長年にわたって郷土部に協力して、アイヌ文化の話を部員たちに話して聞かせた。アイヌ語教室では、アイヌ語は地域によって少しずつ異なることから、上川地方のアイヌ語を指導できる貴重な存在であった。
2001年（平成13年）、アイヌ文化の伝承・保存活動への積極的な取り組みや、アイヌ文化振興への貢献を評価され、公益財団法人アイヌ民族文化財団による同年度のアイヌ文化奨励賞を受賞した。
旭川市内のチセ（アイヌの伝統住居）に、ササを編む伝承者として建築にもかかわっており、2009年（平成21年）、旭川市の市民団体「旭川の歴史的建物の保存を考える会」による第12回建築賞を、チセが建築法の伝承として受賞した。
2018年（平成30年）10月、老衰のため、旭川市の病院で、満89歳で死去した。